# Taco
Pour les articles homonymes, voir Taco (chanteur).
Ne doit pas être confondu avec tomographie axiale commandée par ordinateur ou Tacos français.

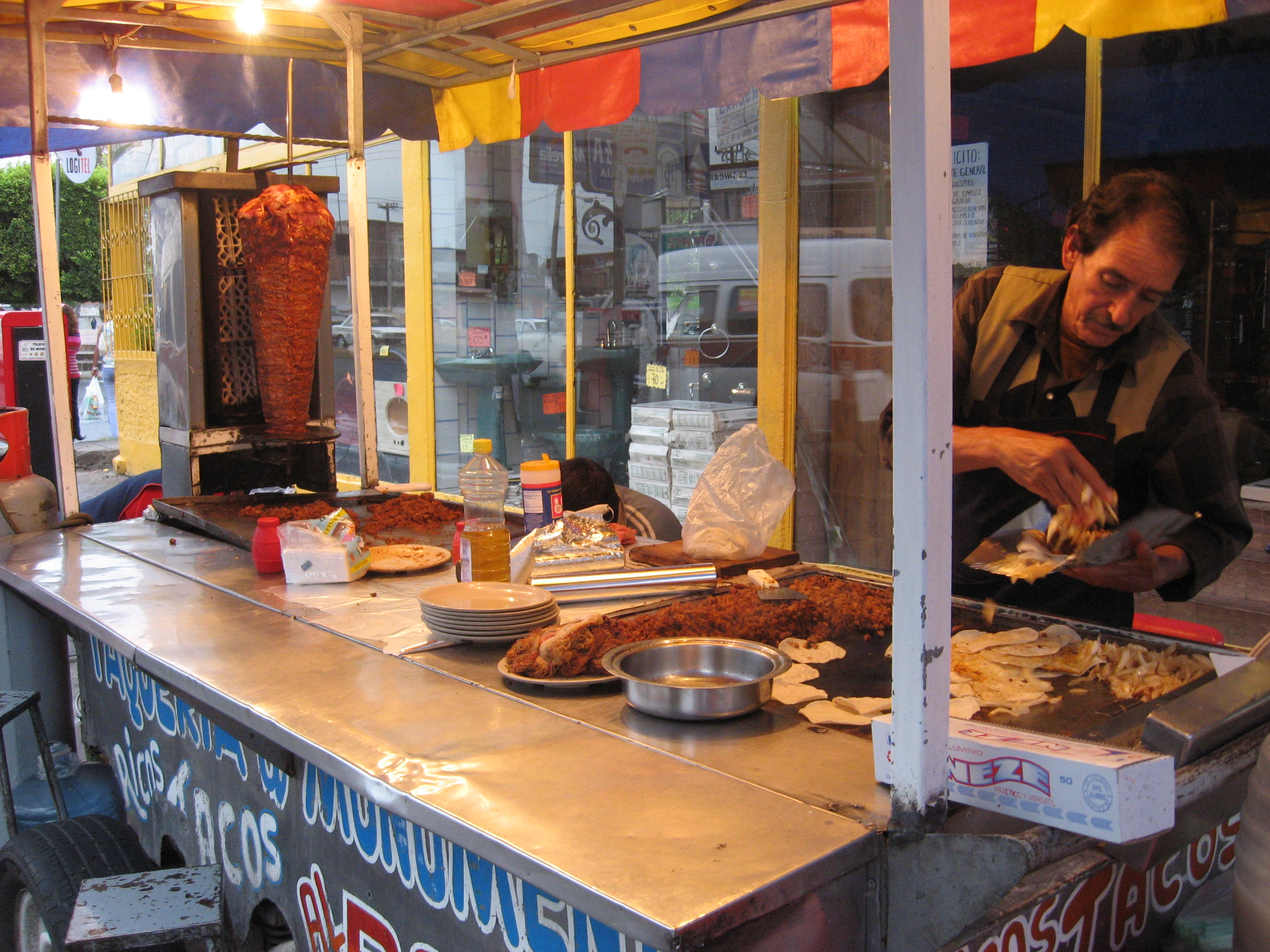
Un étal de taquería ambulante au Mexique. La plupart des taquerías sont dans des locaux fixes.

Un taco est un antojito (plat léger, collation) de la cuisine mexicaine qui se compose d'une tortilla de maïs pliée en deux, en général garnie avec plusieurs ingrédients typiques de la gastronomie mexicaine, dont une sauce. Les tacos se mangent généralement sans couverts, avec les doigts.
L'origine du taco remonte probablement au Mexique précolombien. Actuellement, au Mexique, les tacos sont le plat le plus consommé devant la pizza, et ses ventes représentent un moteur important de l'économie nationale, générant plusieurs dizaines de milliers d'emplois directs. Le taco est un des emblèmes internationaux du Mexique, avec les mariachis.

## Origine
L'origine du taco remonte probablement au Mexique précolombien. Il y a en effet plusieurs références à des préparations similaires au taco dans les textes des chroniqueurs espagnols du XVIe siècle : d'abord, grâce aux chroniques de Francisco de Aguilar et de Bernal Díaz del Castillo, on sait qu'à la table de l'empereur Moctezuma II on utilisait les tortillas comme des cuillères pour se servir de garnitures diverses, obtenant ainsi un résultat semblable au taco actuel, et qu'on vendait des tortillas de maïs garnies sur les étals du marché de Tlatelolco ; on sait également par Bernardino de Sahagún que les nobles consommaient des « totonqui tlaxcalli tlacuelpacholli », des tortillas de maïs blanches et chaudes qu'ils conservaient dans un chiquihuite (es) (panier à tortillas), sous un linge blanc, pliées en deux, et que les Aztèques envoyaient la nourriture aux hommes qui travaillaient toute la journée dans les champs enveloppée dans des tortillas[réf. nécessaire].
Toutefois, la clarté de ce lien entre le taco mexicain contemporain et les modes de consommation des tortillas préhispaniques, relativement mal connus, a été exagérée et en partie forgée par des Mexicains en quête d'identité nationale autochtone après leur indépendance de l'Empire espagnol en 1821, et encore plus à partir de la seconde moitié du XXe siècle quand la mondialisation du taco tel qu'il a été adapté par les fast-foods des États-Unis (Taco Bell en particulier) a été perçu comme une menace envers l'intégrité de la cuisine mexicaine « traditionnelle » ou « authentique » (en réalité pas aussi clairement définie et figée depuis l'époque préhispanique) et donc envers l'identité culturelle mexicaine.

### Étymologie
Le mot taco vient peut-être d'ailleurs du mot nahuatl « tlahco » qui signifie « moitié » ou « au milieu », en référence au pliage en deux de la tortilla,, même si cette étymologie pour l'usage culinaire du mot taco n'est étayée par aucun document antérieur au XIXe siècle (et notamment aucun dictionnaire avant 1895), et reste donc hypothétique et contestée.
Les premiers usages du mot « taco » en espagnol pour désigner des aliments remontent, selon l'historien Héctor Manuel Romero, à l'Espagne du XVIIIe siècle, où il a commencé à être utilisé pour désigner le casse-croûte ou la collation que l'on consomme généralement en dehors des repas, et notamment celui pris par les ouvriers agricoles entre dix et onze heures du matin en Aragon et en Navarre.
Selon Jeffrey M. Pilcher, l'usage culinaire du mot « taco » au Mexique ne serait pas antérieur au XVIIIe siècle, et serait dérivé par métonymie de l'usage du mot « taco », dans les anciennes mines d'argent mexicaines, pour désigner les petites charges de poudre à canon utilisées alors pour extraire le minerai, qui étaient placées dans des morceaux de papier pliés, et qui auraient inspiré le nom du taco de minero (« taco de mineur »), une des premières recettes de taco connues ensuite à Mexico, qui aurait donc été importée par les anciens mineurs à la capitale,, ; cette seconde hypothèse est corroborée par le fait que les premières références écrites au taco, dans son acception actuelle, ont été trouvées dans des publications de la fin du XIXe siècle à Mexico et notamment dans le roman Los bandidos de Río Frío (es) publié en 1891 par l'écrivain mexicain Manuel Payno (en), peu après l'époque où de nombreux mineurs y ont émigré après la fermeture des mines où ils travaillaient.

## Préparations
Un taco se compose d'une tortilla de maïs garnie (avec en général plusieurs ingrédients typiques de la gastronomie mexicaine, dont une sauce) pliée en deux.
Un taco rassemble les saveurs de plusieurs ingrédients représentatifs de la gastronomie mexicaine : la tortilla, de la viande grillée, du citron vert, de l'oignon émincé, des feuilles de coriandre ciselées, et une sauce préparée en général avec de la tomate, de l'oignon, de l'ail, de la coriandre et des piments. Cependant, une simple tortilla enroulée, assaisonnée seulement de sel, constitue déjà un taco con sal (taco au sel),.
Les tortillas utilisées pour les tacos sont traditionnellement préparées avec du maïs nixtamalisé, qui peut être remplacé par de la farine de blé dans les versions influencées par la cuisine tex-mex (notamment dans le nord-ouest du Mexique), ou, dans le cas plus rare des tacos de nopal, par un mélange de farine de maïs et de jus de feuille de figuier de Barbarie permettant d'ainsi former des tortillas de nopal. Leur taille varie entre la paume d'une main (environ 7,5 cm, comme l'ancienne unité de mesure appelée palme) et 14 cm de diamètre.
- Les tacos dorados (tacos dorés) ou flautas (flûtes) sont frits dans l'huile.
- Les tacos de canasta (ou tacos sudados, tacos al vapor) sont chauffés à la vapeur dans une poêle.
- Les tacos al pastor, souvent présentés comme une des préparations de taco les plus populaires au Mexique[18],[19],[20], sont garnis d'une viande de porc marinée (parfois accompagnée de viande de veau marinée) qui peut être cuite sur une rôtissoire verticale (le bloc de viande qui tourne ainsi est appelé une toupie, trompo, d'où l'expression fréquente de tacos de trompo)[21]. Cette préparation, appelée à l'origine taco árabe, est une adaptation du chawarma par les libanais immigrés dans le centre du Mexique dans les années 1950 et 1960[22],[23],[24]. La viande est marinée avec du vinaigre et une sauce rouge préparée avec des piments mixés avec le jus de la viande, de l'ail, de l'oignon, de la tomate, et des tranches d'ananas[25].
- Les tacos ahogados baignent dans une sauce pimentée après avoir été brièvement frits.
- Les tacos de birria sont garnis à la viande de chèvre en sauce.
- Les tacos de carnitas sont garnis à la viande de porc frite dans sa propre graisse.
- Les tacos de bofe sont garnis de poumon de veau.
- Les tacos de nana sont garnis d'utérus de truie.
- Les tacos de nenepil sont garnis d'une combinaison de bofe (poumon de veau) et de nana (utérus de truie)[26].
- Les tacos de fritangas sont garnis de poitrine de bœuf (en) et de saucisse de porc, souvent accompagnés d'oignon haché, de coriandre, et d'une sauce rouge aux piments séchés ou d'une sauce verte épaissie à l'avocat[27].
- Les tacos de barbacoa sont garnis à la viande (généralement d’agneau, parfois de chèvre et plus rarement de porc ou de poulet) cuite à l'étouffée (traditionnellement cuite en déposant la viande, enveloppée dans des feuilles de maguey (agave), sur des braises et des pierres chaudes au fond d'un trou creusé dans le sol qu'on recouvre ensuite de terre) et souvent accompagnée de salsa borracha (émulsion de pulque et de piment pasilla)[28].
- Les tacos de buche (ou de buches) sont garnis à l'estomac de porc avec sauce et crème.
- Les tacos árabes sont garnis à la viande de porc accompagnée d'oignon, d'herbes aromatiques (origan, thym, laurier, etc.) et de sauce chipotle.
- Les tacos a la Siberia sont une spécialité originaire de Monterrey, préparée avec de grandes tortillas de maïs frites garnies de poulet haché, de crème, de guacamole et de piment jalapeño.
- Les tacos piratas sont préparés avec des tortillas de farine de blé garnies de viande grillée et de fromage fondu (similaires aux gringas, aux campechanas et aux quesadillas con carne)[29].
- Les tacos de Silao sont garnis avec du chorizo et de l'avocat[30].
- Les salbutes sont une spécialité originaire du Yucatán, préparée avec des tortillas de maïs frites garnies en général de dinde grillée, même si dans la ville de Mérida, on utilise également de la cochinita pibil (cuisson lente du porc), et dans le Campeche du requin-hâ.
- Les tacos indígenas sont une série de tacos régionaux considérés comme exotiques, parce que préparés avec des ingrédients devenus rares dans l'alimentation mexicaine : vers des feuilles de maguey (agave) ou de chinicuil (papillon), acocils (écrevisses naines), escamoles (larves de fourmis), jumiles (punaises de brousse mangées vivantes), chapulines (criquets), etc.[31]

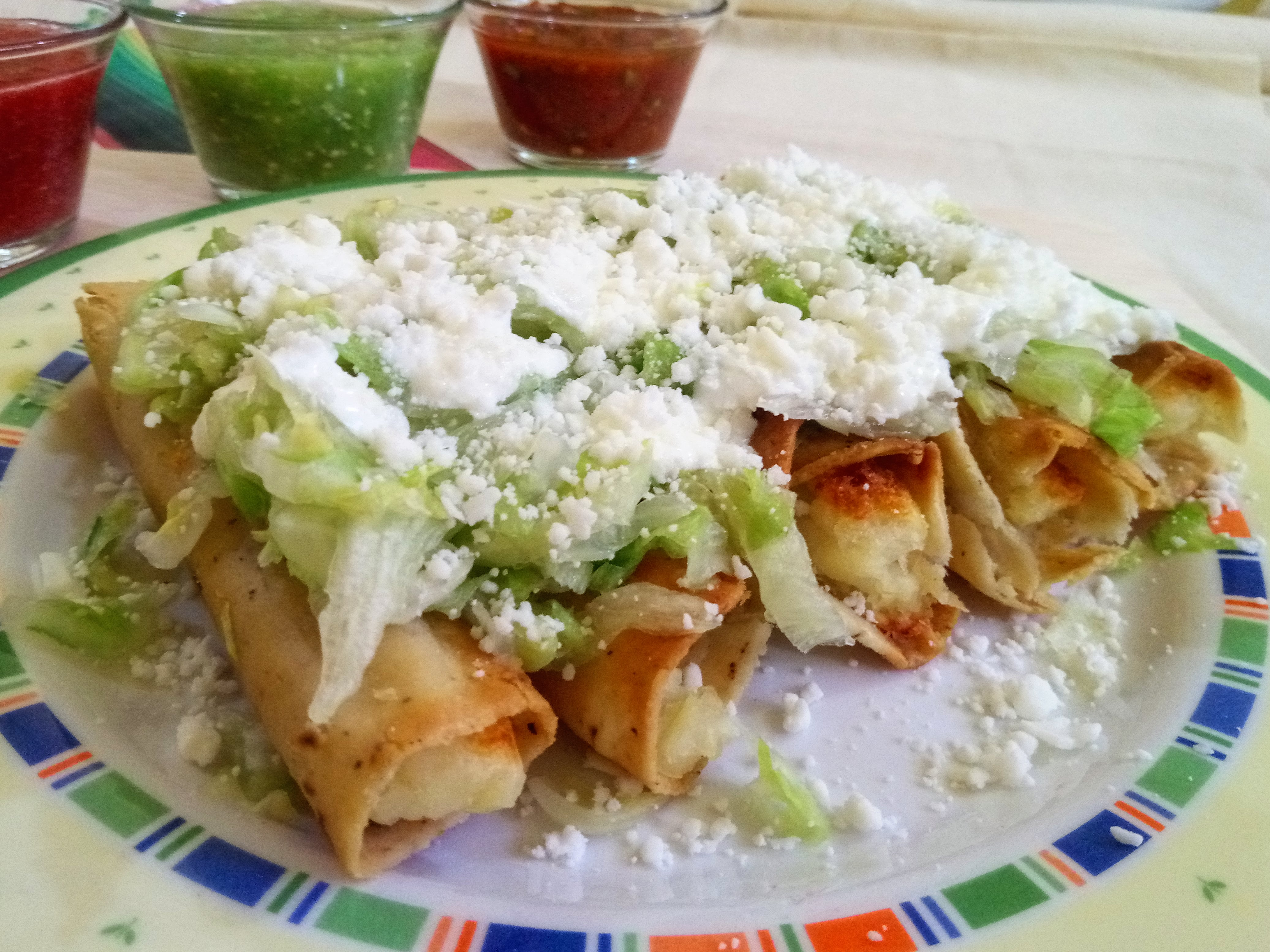
Tacos dorados (frits) garnis de pommes de terre à la crème et recouverts de salade, de fromage râpé et de sauce.
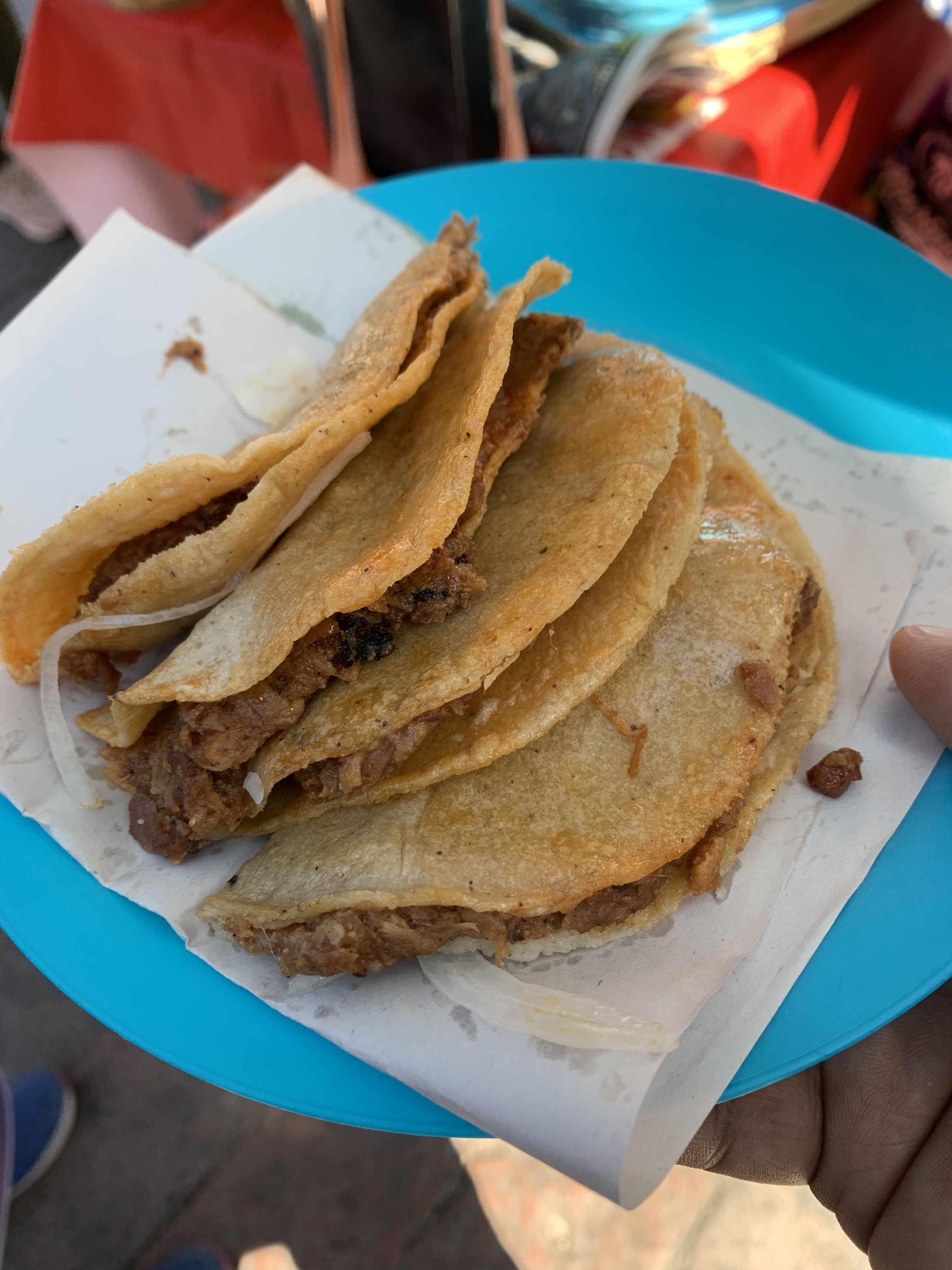
Tacos de canasta (cuits à la vapeur).
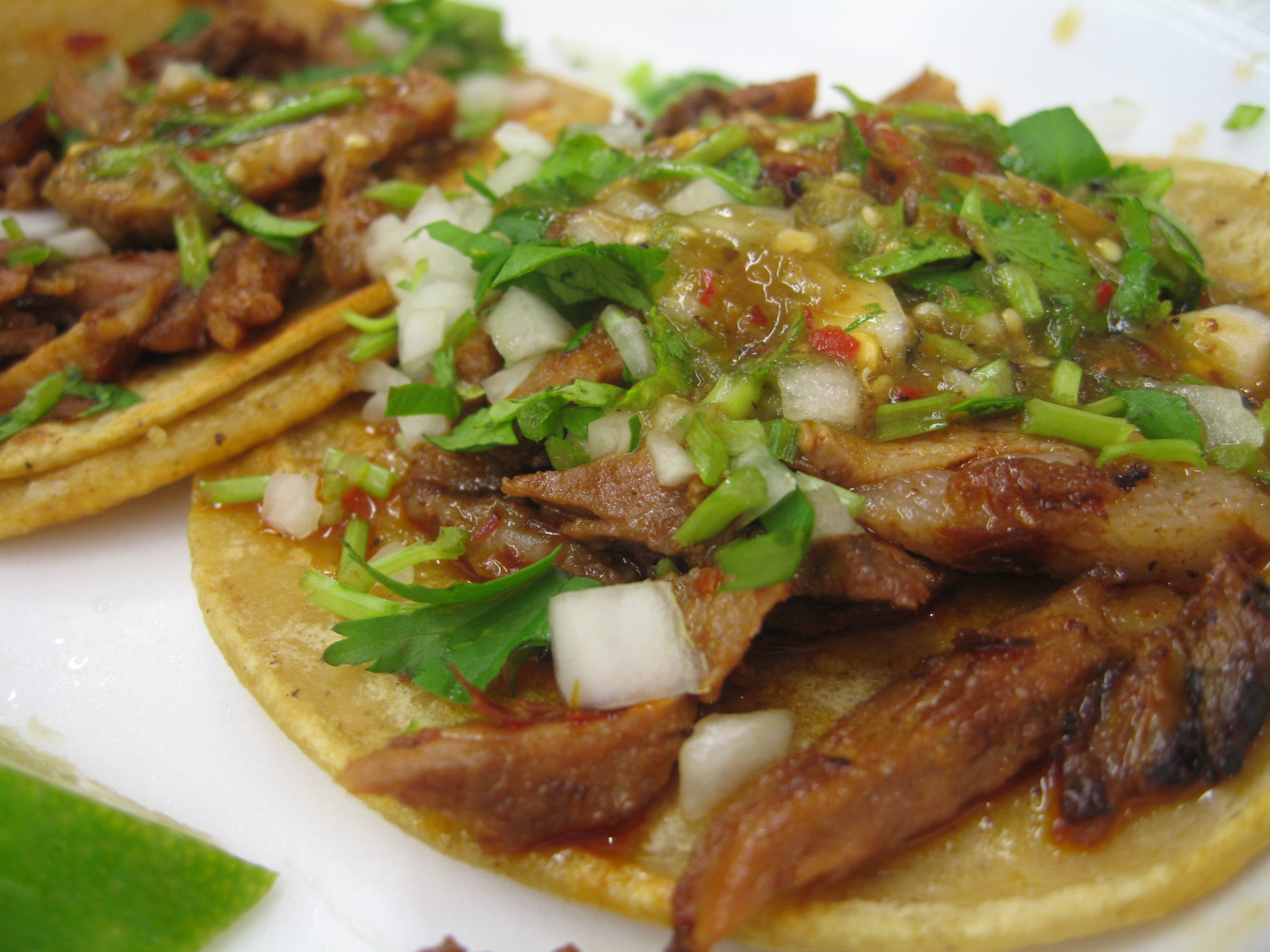
Tacos al pastor, parmi les plus populaires.
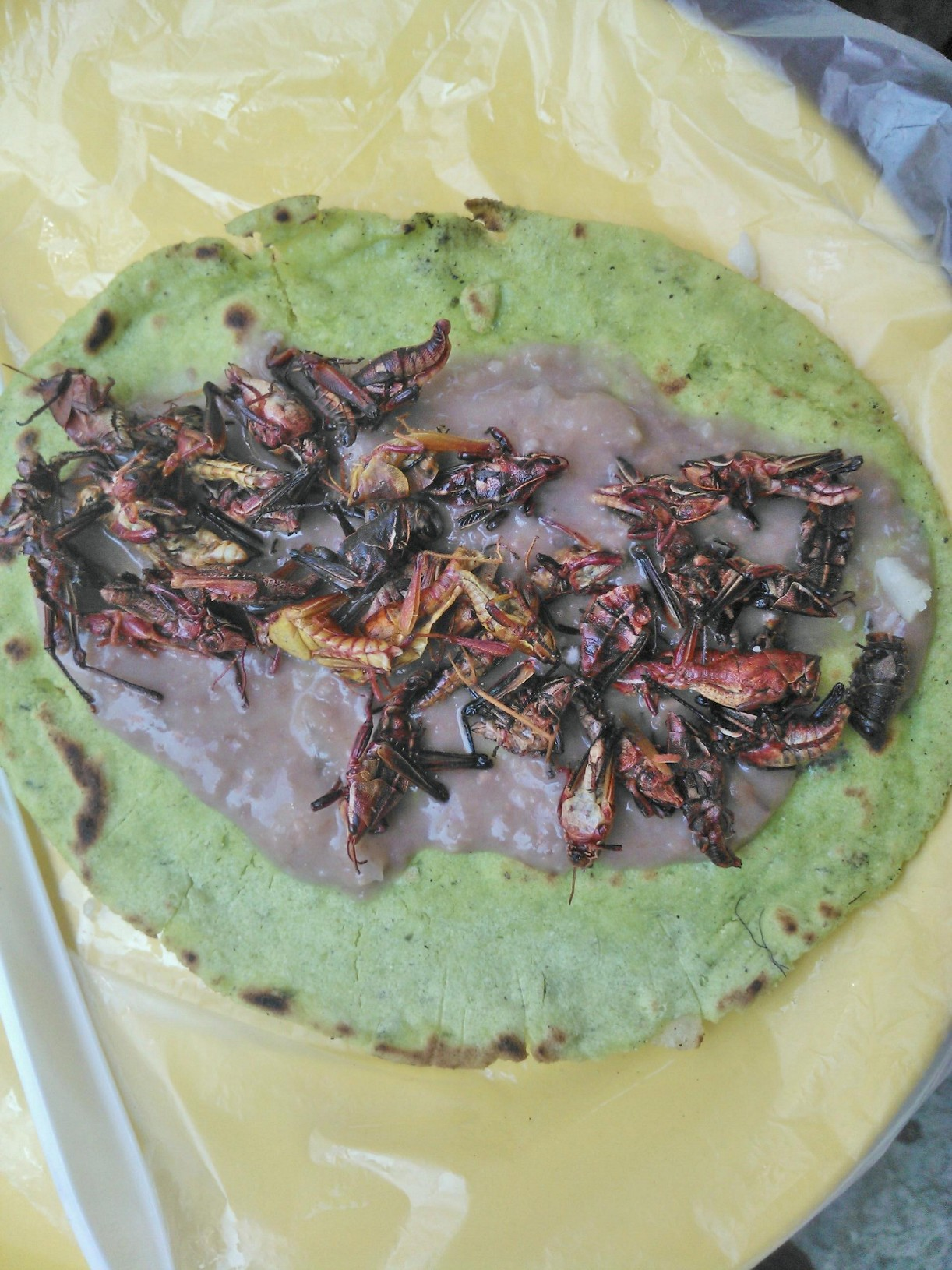
Taco indígena de chapulines (criquets) en cours de préparation avec une « tortilla de nopal », une préparation traditionnelle mais rare.
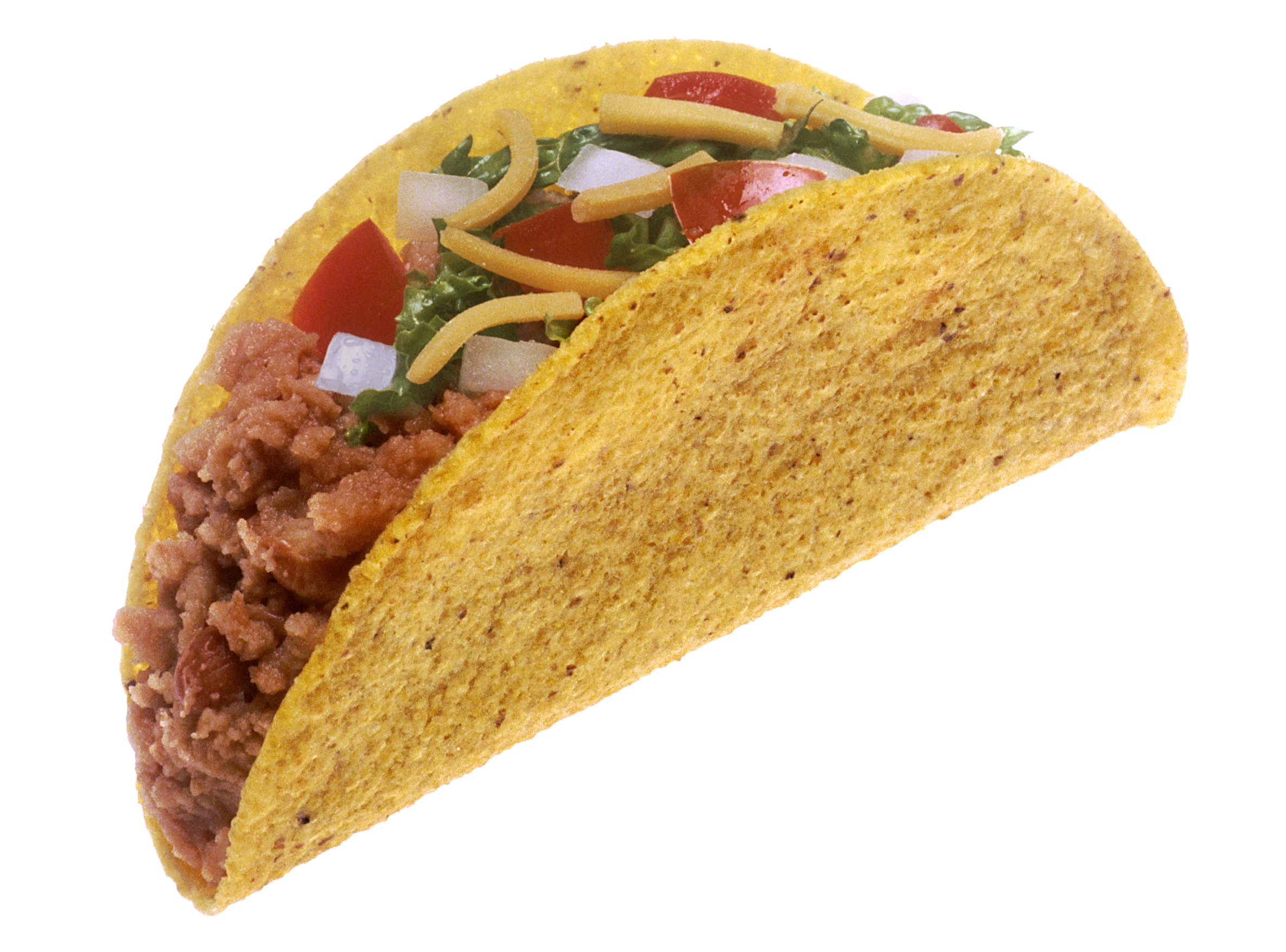
Un taco typique de la cuisine tex-mex, originaire des États-Unis, constitué d'une tortilla rigide (en) garnie avec du cheddar et de la viande hachée.

## Dégustation
Les tacos peuvent se manger en tant que collation, apéritif, entrée ou plat principal. Les tacos se mangent généralement sans couverts, avec les doigts.

## Économie
Au Mexique, les tacos sont le plat le plus consommé devant la pizza (environ 22,3 millions de tonnes par an en 2021) et ses ventes représentent un moteur important de l'économie nationale, générant plus de 80 000 emplois directs dans les 135 000 services de restauration qui en produisent.

## Culture
Le taco est un des emblèmes internationaux du Mexique, avec les mariachis.

### Jour du taco
Depuis 1997, des groupes d'entrepreneurs mexicains ont tenté de faire du 31 mars le Jour mondial du taco (« Día mundial del Taco »),. Ce jour du taco n'a rien d'officiel ; c'est une opération commerciale, mise en scène à la télévision depuis 2007, dont l'ambition à devenir une fête traditionnelle a fait l'objet de critiques, notamment de la part d'universitaires. L'un des pays ayant cependant gardé cette tradition à ce jour est la Norvège, avec son fameux « taco fredag » (ou vendredi tacos en français).

## Mondialisation
Jusqu'aux années 1960, les tacos étaient pratiquement inconnus en dehors du Mexique et de ses anciens territoires du sud-ouest des États-Unis.
La mondialisation contemporaine de la cuisine mexicaine et des tacos a commencé pendant la guerre froide, lorsqu'ont commencé à voyager dans le monde entier les habitués de la cuisine tex-mex et cal-mex, et parmi eux en particulier, selon Jeffrey M. Pilcher, le personnel militaire américain stationné dans le sud-ouest des États-Unis et les surfeurs qui venaient en Basse-Californie profiter des vagues (et des tacos).
En 1986, le Mexique accueille la Coupe du monde de football, ce qui déclenche une hausse rapide des ventes de tacos, associés aux produits tex-mex de l'industrie américaine, dans le monde ; en France, cet effet est renforcé, selon l'auteur gastronomique Robb Walsh (en), par le film à succès de Jean-Jacques Beineix 37°2 le matin.
Au XXIe siècle, on produit et consomme des tacos sous différentes formes partout dans le monde, et même dans l'espace puisque la NASA a envoyé des tacos en orbite pour nourrir les astronautes de la Station spatiale internationale.

### Taco rice
Au Japon, les tacos ont été adaptés à Okinawa, après la seconde guerre mondiale, sous la forme de Taco rice (en).

### Tacos français
En France, entre les années 1990 et 2000 dans la région Rhône-Alpes, des restaurants rapides proposent des tacos français, lointainement inspirés des burritos mexicains, concurrençant les kébabs auprès des adolescents.
Cette concurrence et popularisation du tacos français efface l'image connue du taco mexicain, pour certaines catégories du peuple français. La dénomination, abusive, de « taco » pour qualifier un produit vaguement dérivé du burrito entraîne une confusion entre ce nouveau produit de malbouffe de restauration rapide apparu en France, qui ressemble davantage à un wrap grillé qu'à la recette originelle du taco d'Amérique centrale, ou même à un burrito.